# Maurice Régamey
Maurice Régamey (7 de enero de 1924 – 23 de agosto de 2009) fue un actor, director y guionista cinematográfico de nacionalidad francesa.

## Biografía
Nacido en Boryslav, Polonia, su nombre completo era Samuel-Maurice Régamey. Fue el primer director en dar un papel principal a Louis de Funès, en el film Comme un cheveu sur la soupe, rodado en 1957.
Régamey falleció en París, Francia, en 2009.

## Teatro
- 1946 : Diez negritos, de Agatha Christie, escenografía de Roland Piétri, Teatro Antoine
- 1948 : Las manos sucias, de Jean-Paul Sartre, escenografía de Pierre Valde, Teatro Antoine
- 1947 : La Patronne, de André Luguet, Teatro des Célestins
- 1949 : Un tranvía llamado Deseo, de Tennessee Williams, escenografía de Raymond Rouleau, Teatro Édouard VII

## Filmografía

### Actor
| - 1944 : Florence est folle, de Georges Lacombe - 1945 : Le Roi des resquilleurs, de Jean Devaivre - 1946 : Les Démons de l'aube, de Yves Allégret - 1946 : L'Idiot, de Georges Lampin - 1946 : Antoine et Antoinette, de Jacques Becker - 1947 : Miroir, de Maurice Lamy - 1947 : L'Idole, de Alexandre Esway - 1948 : Blanc comme neige, de André Berthomieu - 1948 : Croisière pour l'inconnu, de Pierre Montazel - 1948 : Les Autos volages, de Marcel Martin - 1949 : Au revoir monsieur Grock, de Pierre Billon - 1949 : Je n'aime que toi, de Pierre Montazel - 1949 : Le Jugement de Dieu, de Raymond Bernard - 1949 : Lady Paname, de Henri Jeanson - 1949 : Maya, de Raymond Bernard - 1949 : Pas de week-end pour notre amour, de Pierre Montazel - 1950 : Cartouche, roi de Paris, de Guillaume Radot - 1950 : Rendez-vous avec la chance, de Emil-Edwin Reinert | - 1950 : Les Anciens de Saint-Loup, de Georges Lampin - 1950 : Les Mémoires de la vache Yolande, de Ernest Neubach - 1950 : Souvenirs perdus, de Christian-Jaque - 1950 : La Rose rouge, de Marcel Pagliero - 1950 : Boîte de nuit, de Alfred Rode - 1950 : Les Mécanos de l'air, de Marcel Martin - 1950 : Le Traqué, de Frank Tuttle y Borys Lewin - 1951 : Rue des Saussaies, de Ralph Habib - 1951 : Adhémar ou le Jouet de la fatalité, de Fernandel - 1951 : Duel à Dakar, de Georges Combret y Claude Orval - 1951 : Et ta sœur, de Henri Lepage - 1951 : Ils sont dans les vignes, de Robert Vernay - 1951 : La Plus Belle Fille du monde, de Christian Stengel - 1952 : Au diable la vertu, de Jean Laviron - 1953 : Sie fanden eine Heimat, de Leopold Lindtberg - 1955 : Les Carnets du major Thompson, de Preston Sturges - 1955 : Les Indiscrètes, de Raoul André - 1957 : Comme un cheveu sur la soupe, de Maurice Régamey |

### Director
| - 1952 : Le Huitième Art et la Manière - 1953 : Numéro spécial - 1953 : Le Rire - 1954 : L'Art et la Manière de rire - 1954 : Plaisir des neiges - 1954 : Sur toute la gamme - 1956 : Honoré de Marseille - 1956 : L'Art d'être papa – también guion | - 1956 : Le Téléphone - 1957 : Rendez-vous avec Maurice Chevalier - 1957 : Comme un cheveu sur la soupe - 1959 : Cigarettes, Whisky et P'tites Pépées – también guion - 1960 : À pleines mains – también guion - 1962 : La Salamandre d'or – también guion |

### Otras funciones
- 1960 : La Brune que voilà, de Robert Lamoureux – colaboración técnica
- 1960 : Ravissante, de Robert Lamoureux – colaboración técnica
- 1962 : Indiscrétion, de Georges Reich – ayudante de dirección
- 1964 : Le Petit Monstre, de Jean-Paul Sassy - guion